# 蔡陽
| 姓名         | 蔡陽（蔡揚）                |
| 時代         | 後漢時代                    |
| 生没年       | 生年不詳 - 201年（建安6年） |
| 字・別号     | 〔不詳〕                    |
| 出身地       | 〔不詳〕                    |
| 職官         | 〔不詳〕                    |
| 爵位・号等   | -                           |
| 陣営・所属等 | 曹操                        |
| 家族・一族   | 〔不詳〕                    |

蔡 陽（さい よう、? - 201年）は、中国後漢時代末期の武将。『三国志』魏書武帝紀では「蔡揚」と記載され、どちらが正しいかは不明である。しかし本記事では、『三国志演義』でも使用され、一般に知られていると思われる「蔡陽」を便宜的に用いる。

## 事跡
曹操配下。建安6年（201年）、袁紹の命により、劉備が汝南を攻めると、賊の龔都がこれに呼応して数千の軍勢を率いた。蔡陽は曹操の命により汝南へ進軍して劉備らと戦ったが敗北し、殺されてしまった。このため曹操が自ら征討しようとすると、それを聞いた劉備は劉表を頼って逃走し、龔都の軍勢も離散してしまった。

## 物語中の蔡陽
小説『三国志演義』では将軍として登場する。多くの曹操配下が曹操の下にあった関羽に敬服していた中で、蔡陽だけは関羽に反感を抱く。関羽が恩を返した後に曹操の下を去ろうとすると、蔡陽は軍を率いて関羽を生け捕りたいと曹操に申し出たが、曹操は許さなかった。
その後、関羽が蔡陽の甥秦琪を斬り殺したと知ると、蔡陽は怒って関羽を斬りたいと曹操に再び願い出たが、これも曹操は許さなかった。その後、汝南の劉辟を討つよう命じられて出征したところ、図らずも古城（地名）で関羽と行き会い、軍勢を率いてこれに襲い掛かる。この時、関羽は誤解により張飛に襲い掛かられていて、疑いを解くために敵将（蔡陽）を斬ると言う。張飛は太鼓を三通（一通は330回）鳴らす内に斬るように言ったため、関羽は最初の一通の間に、蔡陽を薙刀の一閃で斬首してしまっている。